# Podział administracyjny Australii

Podział administracyjny Australii

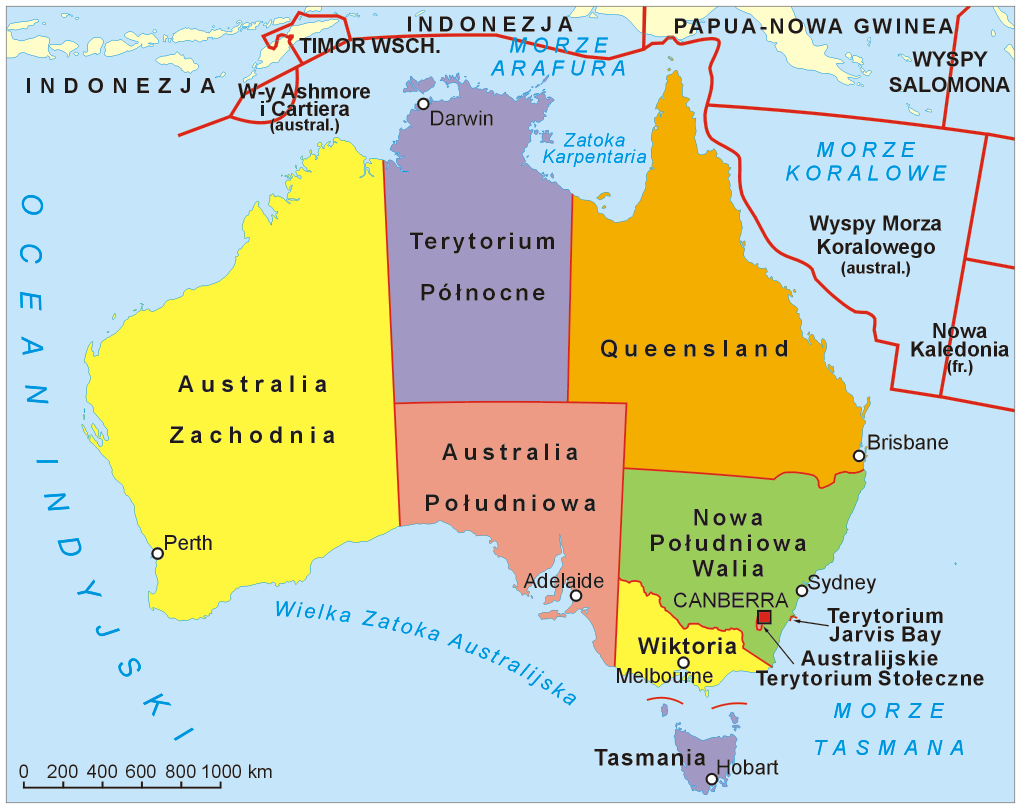
Podział administracyjny Australii

Historia tworzenia podziału administracyjnego Australii

Australia to państwo federalne podzielone na trzy typy jednostek: stany (ang. states), terytoria wewnętrzne (ang. internal territories) oraz terytoria zewnętrzne (ang. external territories). Ponadto funkcjonuje podział niższego rzędu na poziomie lokalnym – tzw. samorząd terytorialny (ang. local governments), funkcjonujący podobnie jak powiat, obecnie jest 547 takich samorządów.
Australia podzielona jest na łącznie 6 stanów, 3 terytoria wewnętrzne i 7 terytoriów zewnętrznych.
| Nr. | Stan (ang. state)                       | Stolica   | Populacja (2020) | Powierzchnia  | Gęstość zaludnienia |
| --- | --------------------------------------- | --------- | ---------------- | ------------- | ------------------- |
| 1   | Australia Południowa (South Australia)  | Adelaide  | 1 740 000        | 983 482 km²   | 1,75 os./km²        |
| 2   | Australia Zachodnia (Western Australia) | Perth     | 2 760 000        | 2 529 875 km² | 1,02 os./km²        |
| 3   | Nowa Południowa Walia (New South Wales) | Sydney    | 8 092 000        | 800 642 km²   | 9,79 os./km²        |
| 4   | Queensland (Queensland)                 | Brisbane  | 5 110 000        | 1 730 648 km² | 2,84 os./km²        |
| 5   | Tasmania (Tasmania)                     | Hobart    | 524 170          | 68 401 km²    | 7,60 os./km²        |
| 6   | Wiktoria (Victoria)                     | Melbourne | 6 490 000        | 227 416 km²   | 27,66 os./km²       |

| Nr. | Terytorium wewnętrzne (ang. internal territory)                   | Stolica            | Populacja | Powierzchnia  | Gęstość zaludnienia |
| --- | ----------------------------------------------------------------- | ------------------ | --------- | ------------- | ------------------- |
| 1   | Australijskie Terytorium Stołeczne (Australian Capital Territory) | Canberra           | 418 440   | 2 358 km²     | 173,45 os./km²      |
| 2   | Terytorium Jervis Bay (Jervis Bay Territory)                      | Jervis Bay Village | 611       | 67,34 km²     | 9,07 os./km²        |
| 3   | Terytorium Północne (Northern Territory)                          | Darwin             | 249 220   | 1 349 129 km² | 0,18 os./km²        |

| Nr. | Terytorium zewnętrzne (ang. external territory)                        | Stolica          | Populacja | Powierzchnia  | Gęstość zaludnienia |
| --- | ---------------------------------------------------------------------- | ---------------- | --------- | ------------- | ------------------- |
| 1   | Australijskie Terytorium Antarktyczne (Australian Antarctic Territory) | -                | 450       | 5 896 500 km² | 0.000076 os./km²    |
| 2   | Norfolk (Norfolk Island)                                               | Kingston         | 2 302     | 35 km²        | 65,77 os./km²       |
| 3   | Wyspa Bożego Narodzenia (Christmas Island)                             | Flying Fish Cove | 2 072     | 135 km²       | 15,35 os./km²       |
| 4   | Wyspy Ashmore i Cartiera (Ashmore and Cartier Islands)                 | -                | 0         | 199 km²       | 0 os./km²           |
| 5   | Wyspy Heard i McDonalda (Heard Island and McDonald Islands)            | -                | 0         | 372 km²       | 0 os./km²           |
| 6   | Wyspy Kokosowe (Cocos (Keeling) Islands)                               | West Island      | 596       | 14 km²        | 42,57 os./km²       |
| 7   | Wyspy Morza Koralowego (Coral Sea Islands)                             | Willis Island    | 4         | 10 km²        | 0,4 os./km²         |

Australijskie Terytorium Antarktyczne to część Antarktyki, do której Australia rości sobie prawo, jednakże – tak jak inne państwa obejmujące swoje partie Antarktydy – w żaden sposób go nie kontroluje.

## Podstawowe informacje
Stany australijskie wywodzą się z dawnych brytyjskich kolonii sprzed czasów Federacji (1901). Ich niezależność chroniona jest przez konstytucję, a prawa na poziomie Związku Australijskiego obowiązują tylko tam, gdzie pozwala na to konstytucja. Inaczej jest w terytoriach, gdzie automatycznie obowiązuje legislacja federalna. Większość z terytoriów administrowana jest bezpośrednio przez rząd federalny, jedynie trzy z nich (Terytorium Północne, Australijskie Terytorium Stołeczne i Norfolk) posiadają własną administrację. Ale nawet w tych terytoriach parlament australijski posiada pełną moc prawodawczą i może uchylić prawa ustanowione przez instytucje terytoriów. W różnych ciałach międzyrządowych Terytorium Północne i Australijskie Terytorium Stołeczne traktowane są jak stany.
Każdy stan posiada gubernatora, mianowanego przez króla/królową Australii, ale faktycznie wybranego przez premiera stanu. W Terytorium Północnym i na wyspy Norfolk władzę monarszą reprezentuje administrator, wyznaczany przez gubernatora generalnego Australii. W Australijskim Terytorium Stołecznym nie ma ani gubernatora, ani administratora, za to niektóre z jego funkcji sprawuje sam gubernator generalny Australii.
W każdym stanie jest dwuizbowy parlament wzorowany na parlamencie federalnym, poza Queenslandem, który zniósł wyższą izbę w 1922. Niższa izba nazywana jest Zgromadzeniem Ustawodawczym (Legislative Assembly), jedynie w Australii Południowej i na Tasmanii nazywany jest House of Assembly. Wyższa izba nazywana jest Radą Ustawodawczą (Legislative Council). Wspomniane wyżej trzy samorządne terytoria mają jednoizbowy parlament.
Głową rządu w każdym stanie jest premier, wyznaczany przez gubernatora stanu z partii lub koalicji stanowiącej większość w niższej izbie parlamentu stanowego. W przypadku kryzysu konstytucjonalnego może wyznaczyć jednak kogoś innego. Na czele rządu w terytoriach stoi główny minister.

## Historyczne jednostki administracyjne
- Central Australia (terytorium)(inne języki) (1927–1931)
- North Australia(inne języki) (1927–1931)
- Papua (terytorium) (1884–1949)
- Nowa Gwinea Australijska (1919–1949)
- Terytorium Papui i Nowej Gwinei (1949–1975)
- Nauru (1920–1968), administrowane przez Australię, Nową Zelandię i Wielką Brytanię